# Hartmut Lange
Hartmut Lange, né le 31 mars 1937 à Berlin, est un écrivain et dramaturge allemand.

## Biographie
Hartmut Lange est le fils d'un boucher et d'une employée de magasin à Berlin-Spandau. En 1939, sa famille déménagea en Pologne quand il avait deux ans.
En 1946, au lendemain de la Seconde Guerre mondiale, il se retrouve seul avec sa mère à Berlin. Hartmut Lange a étudié de 1957 à 1959 la dramaturgie à l'Académie du film allemand à Potsdam-Babelsberg. De 1961 à 1964, il était un dramaturge au Deutsches Theater de Berlin-Est.
En 1965, Hartmut Lange, militant communiste, passe à l'Ouest et quitte la République démocratique allemande pour la Yougoslavie. Il analyse l'histoire du communisme à travers sa pièce le Procès du chien Héraclès, (1968). Il aborde le sens de la vie et de la mort dans ses œuvres Le Devenir de la raison (1975) ou En route pour Pétersbourg, (1976) ou encore Le Récital (1984) suivi de La Sonate Waldstein (1986).
Hartmut Lange écrivit des pièces de théâtre, des essais et de la prose. Il a travaillé dans différents théâtres en tant que directeur. Depuis 1982, il écrit principalement des histoires courtes sous la forme de nouvelles et des récits. (la Sonate Waldstein, 1984 ; le Récital, 1986 ; Une fatigue, 1988 ; la Promenade sur la grève, 1990).

Hartmut Lange vit avec sa femme à Berlin et à Pérouse en Ombrie.

## Œuvres
- 1960 : Senftenberger Erzählungen.
- 1963 : Marski.
- 1964 : Hundsprozeß.
- 1967 : Herakles.
- 1969 : Die Gräfin von Rathenow.
- 1970 : Die Ermordung des Aias.
- 1971 : Trotzki in Coyoacan. (en 1974, film "Trotsky à Coyoacan" de Hartmut Lange, mise en scène de André Engel).
- 1972 : Staschek oder das Leben des Ovid.
- 1973 : Die Revolution als Geisterschiff.
- 1975 : Vom Werden der Vernunft.
- 1976 : Frau von Kauenhofen.
- 1978 : Jenseits von Gut und Böse oder Die letzten Tage der Reichskanzlei.
- 1979 : Gerda Achternach.
- 1980 : Pfarrer Koldehoff.
- 1982 : Selbstverbrennung.
- 1983 : Tagebuch eines Melancholikers.
- 1984 : Die Waldsteinsonate.
- 1986 : Das Konzert.
- 1988 : Die Ermüdung.
- 1991 : Die Reise nach Triest.
- 1993 : Die Stechpalme.
- 1995 : Schnitzlers Würgeengel.
- 1996 : Der Herr im Café, Erzählungen.
- 1998 : Italienische Novellen.
- 1999 : Eine andere Form des Glücks.
- 2000 : Die Bildungsreise.
- 2001 : Das Streichquartett.
- 2002 : Gesammelte Novellen in zwei Bänden.
- 2002 : Irrtum als Erkenntnis. Meine Realitätserfahrung als Schriftsteller.
- 2003 : Leptis Magna.
- 2005 : Der Wanderer.
- 2007 : Der Therapeut.
- 2009 : Der Abgrund des Endlichen.
- 2013 : Das Haus in der Dorotheenstraße.

## Prix littéraires
- 1966 : Niedersächsischer Förderpreis
- 1968 : Gerhart-Hauptmann-Preis
- 1989 : Prix Laure Bataillon
- 1998 : Prix littéraire de la Fondation Konrad Adenauer
- 2000 : Kester-Haeusler-Ehrengabe der deutschen Schillerstiftung
- 2003 : Italo-Svevo-Preis
- 2004 : Preis der LiteraTour Nord
- 2005 : Calwer Hermann-Hesse-Stipendium